# Arco narrativo

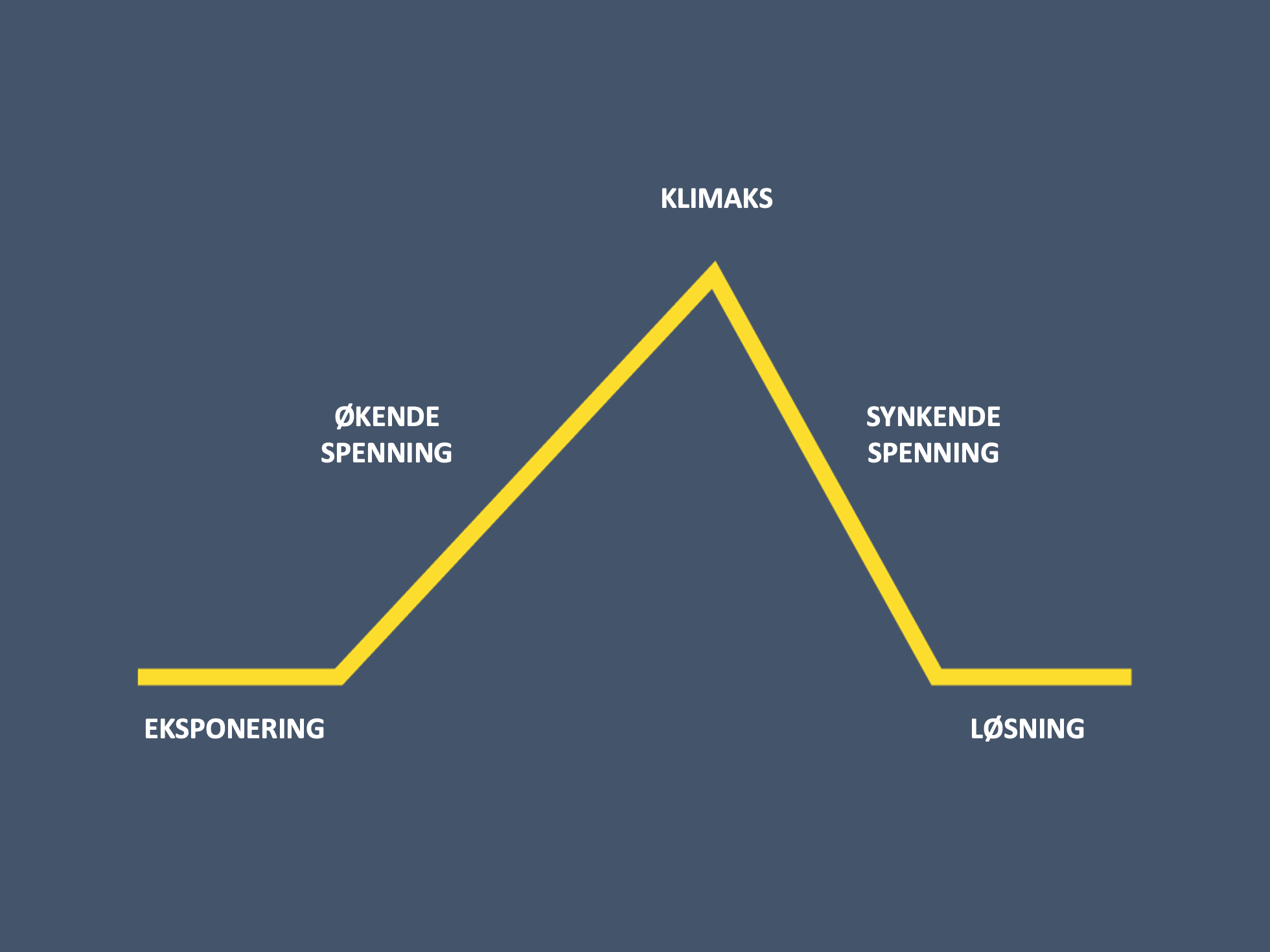
Pirámide de Freytag de la estructura argumental en cinco fases. De abajo arriba y de izquierda a derecha: exposición, tensión creciente, clímax, tensión decreciente y solución.

Un arco narrativo o arco argumental es una historia que se divide en varios fragmentos o capítulos en diversos géneros, como las comedias de situación. También son frecuentes en creaciones de anime, manga y, en algunos casos, en novelas cortas.  

## Estructura y propósito dramático
El propósito de un arco de la historia es mover un personaje o una situación de un estado a otro; en otras palabras, para efectuar el cambio. Este cambio o transformación a menudo toma la forma de cualquiera trágica caída en desgracia o una reversión de ese patrón. Una forma común en la que se encuentra esta inversión es un personaje al pasar de una situación de debilidad a una de fuerza. Otra forma de contar historias que ofrece un cambio o transformación del carácter es el de "viaje del héroe".